# Línea V1 (Avanza Zaragoza)
La línea V1 es una línea especial de Avanza Zaragoza que realiza el recorrido comprendido entre la Puerta del Carmen y recinto ferial situado en el barrio de Valdespartera.
Tiene una frecuencia media de 8 minutos.